# 科特图瓦尔尔伊
科特图瓦尔尔伊（Kottuvally），是印度喀拉拉邦Ernakulam县的一个城镇。总人口37884（2001年）。

## 人口
该地2001年总人口37884人，其中男性18478人，女性19406人；0—6岁人口3976人，其中男2064人，女1912人；识字率84.21%，其中男性为85.97%，女性为82.53%。